# Diocese de Rochester
A Diocese de Rochester (Dioecesis Roffensis) é uma circunscrição eclesiástica da Igreja Católica sediada em Rochester, localizada no estado norte-americano de New York. Abrange 12 condados da região oeste desse estado. Foi erigida em 3 de março de 1868, pelo Papa Pio IX, sendo desmembrada da Diocese de Buffalotornando-se sufragânea da Arquidiocese de New York. Seu atual bispo é Salvatore Ronald Matano que governa a diocese desde 2014 e sua sé episcopal é a Catedral do Sagrado Coração de Jesus. 
Possui 97 paróquias assistidas por 207 sacerdotes e cerca de 23% da população jurisdicionada é batizada.

## Prelados
|                          | Nome                           | Período    | Notas                         |        |
| Bispos                   | Bispos                         | Bispos     | Bispos                        | Bispos |
| ------------------------ | ------------------------------ | ---------- | ----------------------------- | ------ |
| 9º                       | Salvatore Ronald Matano        | 2014-atual |                               |        |
| 8º                       | Matthew Harvey Clark           | 1979-2012  |                               |        |
| 7º                       | Joseph Lloyd Hogan             | 1969-1978  |                               |        |
| 6°                       | Fulton John Sheen              | 1966-1969  |                               |        |
| 5º                       | James Edward Kearney           | 1937-1966  |                               |        |
| 4º                       | Edward Aloysius Mooney         | 1933-1937  | Nomeado Arcebispo de Detroit. |        |
| 3°                       | John Francis O'Hern            | 1929-1933  |                               |        |
| 2º                       | Thomas Francis Hickey          | 1909-1928  |                               |        |
| 1º                       | Bernard John McQuaid           | 1868-1909  |                               |        |
| Bispo-coadjutor          |                                |            |                               |        |
|                          | Thomas Francis Hickey          | 1905-1909  |                               |        |
| Bispo-auxiliar           |                                |            |                               |        |
|                          | John Edgar McCafferty          | 1968-1980  |                               |        |
|                          | Dennis Walter Hickey           | 1968-1990  |                               |        |
|                          | Lawrence Bernard Brennan Casey | 1953-1966  | Nomeado Bispo de Paterson     |        |
| Administrador Apostólico |                                |            |                               |        |
|                          | Robert Joseph Cunningham       | 2012-2014  | Bispo de Syracuse             |        |

### Bispos-Auxiliares
1. Lawrence Bernanrd Brennan Casey (1953 - 1966)
2. John Edgar McCafferty (1968 - 1980)
3. Dennis Walter Hickey (1968 - 1990)

## Território
A Diocese de Rcohester abrange os seguintes condados:

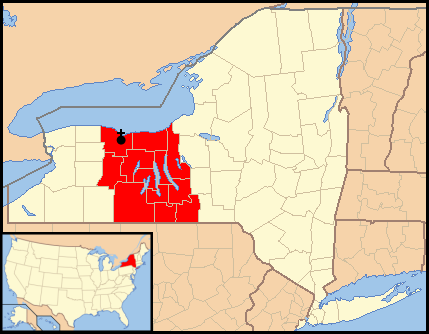
Área territorial da Diocese de Rochester.

| - Cayuga - Chemung - Livingston - Monroe - Ontario - Schuyler | - Seneca - Steuben - Tioga - Tompkins - Wayne - Yates |
| ------------------------------------------------------------- | ----------------------------------------------------- |